# 宇部マテリアルズ
宇部マテリアルズ株式会社（うべマテリアルズ）は、山口県宇部市に本社を置く耐火材料の製造販売などを行う企業。UBE三菱セメントの完全子会社である。

## 概略
源流企業は、南満州鉄道の主導の下、理化学研究所、沖の山炭鉱、古河電気工業、三菱重工業、住友金属工業の出資により設立された日満マグネシウム株式会社。当時、軍需物資として需要が急増していたマグネシウムを供給することが目的であった。
現在の主な製品は耐火材料のマグネシア（酸化マグネシウム）、製鉄所向けのカルシア（酸化カルシウム）などであり、この2つで売上の9割以上を占める。また、海水中のマグネシウム分を原料としたマグネシアクリンカー（耐火物原料）を国内で唯一製造する。
他に、カルシア事業の一環として、「フレッセラ」ブランドの基礎化粧品や「カルシードライ」「カラッと快眠」等の除湿剤・脱臭剤の製造・販売を行っている。UBEグループとしては珍しい一般消費者向けのビジネスを手掛けている。

## 主要事業拠点

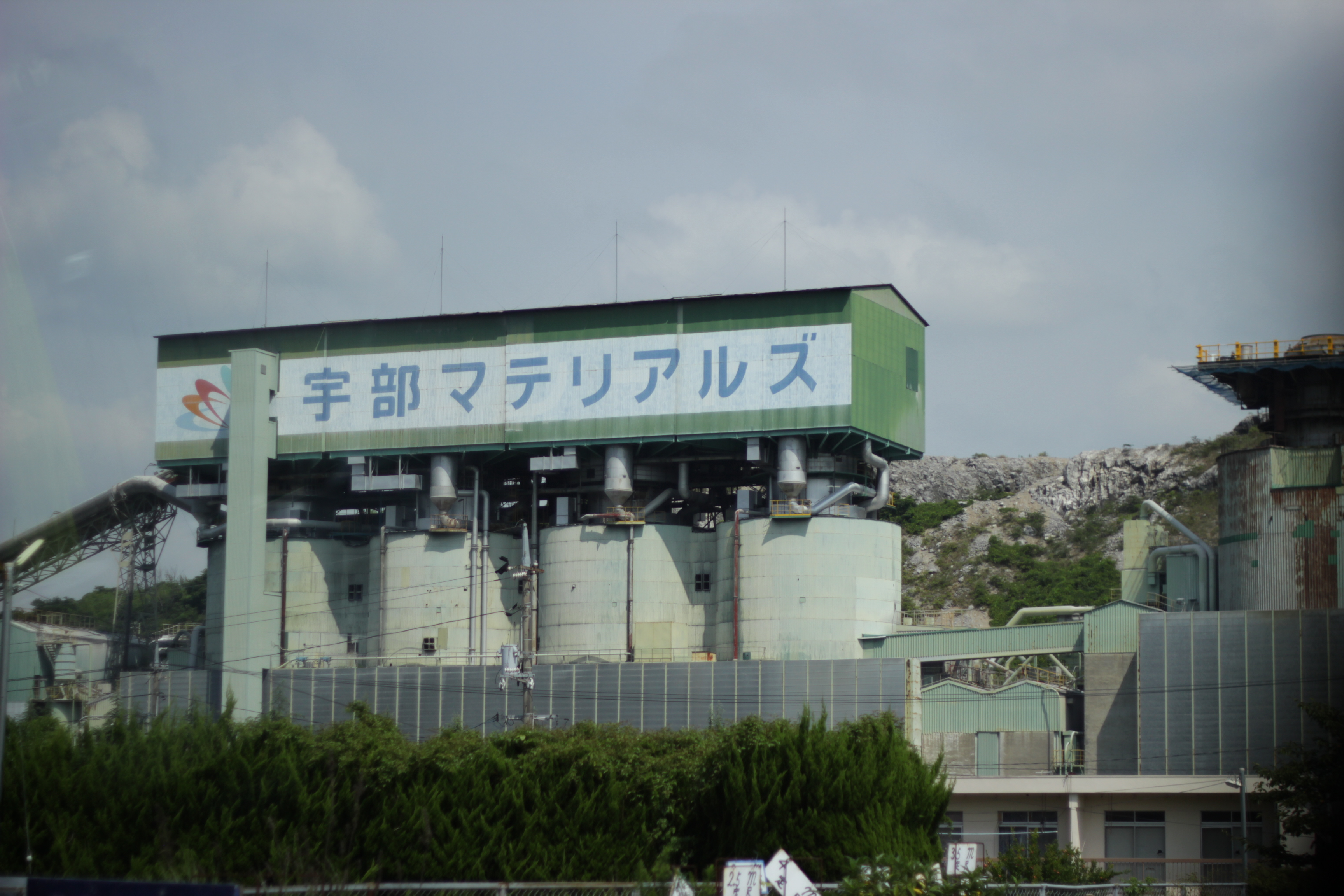
美祢工場（2011年）

- 本社（山口県宇部市）
- 東京本部（東京都中央区）
- 研究開発本部（山口県宇部市）
- 生産・技術本部（山口県宇部市）
  - 宇部工場（山口県宇部市）
  - 美祢工場（山口県美祢市）
  - 千葉工場（千葉県市原市）

## 沿革
- 1933年（昭和8年）10月 - 日満マグネシウム株式会社設立（マグネシウム部門の創業）。
- 1938年（昭和13年）4月 - 日満マグネシウムが理研産業団（理研コンツェルン）の一員となり、理研金属株式会社に社名変更。
- 1941年（昭和16年）12月 - 株式会社日本石灰工業所設立（カルシウム部門の創業）。
- 1949年（昭和24年）9月 - 財閥解体に伴い、理研金属の第2会社として宇部化学工業株式会社設立。
- 1951年（昭和26年）12月 - 宇部化学工業が理研金属を合併。
- 1987年（昭和62年）10月 - 日本石灰工業所を日本石灰工業株式会社に社名変更。
- 1990年（平成2年）11月 - 日本石灰工業を株式会社カルシードに社名変更。
- 1997年（平成9年）4月 - 宇部化学工業とカルシードが合併し（存続会社は宇部化学工業）、宇部マテリアルズ株式会社発足。
- 2013年（平成25年）8月 - 株式交換により宇部興産の完全子会社となる。
- 2022年（令和4年）4月 - 親会社がUBE三菱セメントに変更。

## 歴代社長
歴代の社長はいずれも親会社のUBE出身である。
以下は合併後の宇部マテリアルズ設立時以降。
| 代 | 氏名     | 任期          | 出身校     | 入社年 （UBE） | 備考                                                         |
| -- | -------- | ------------- | ---------- | -------------- | ------------------------------------------------------------ |
| 1  | 坂本汎司 | 1997年-2000年 | 東大・経済 | 1957年         |                                                              |
| 2  | 鈴木正勝 | 2000年-2003年 | 京大・法   | 1961年         |                                                              |
| 3  | 光井一彦 | 2003年-2007年 | 山口大・工 | 1965年         | 山口県公安委員会委員長 日本商工会議所監事 宇部商工会議所会頭 |
| 4  | 安部研一 | 2007-         | 京大・工   | 1973年         |                                                              |

## 製品
- マグネシアクリンカー
- 生石灰
- 消石灰

など

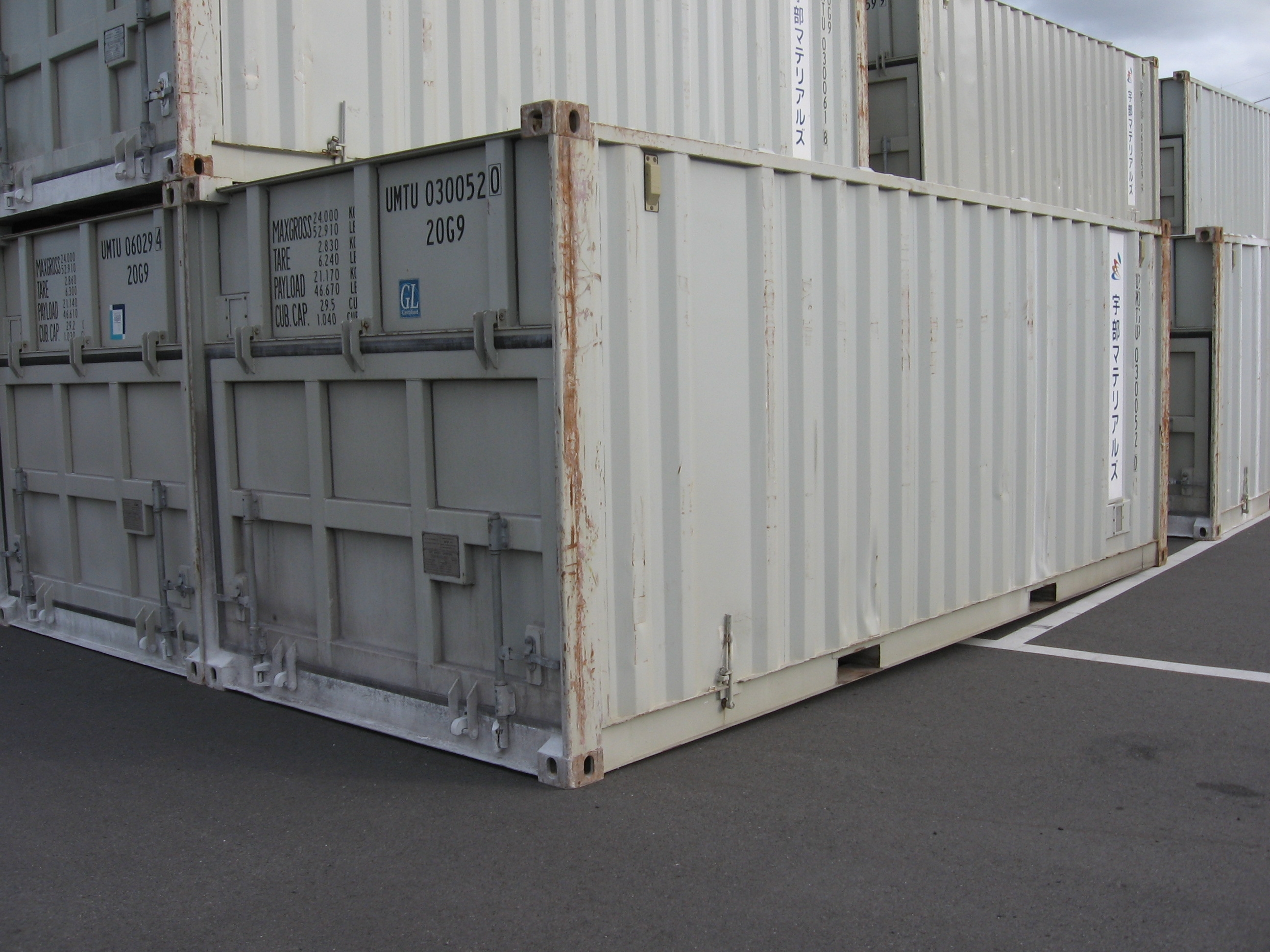
山口県宇部コンテナターミナル ⇔ 大分県大分大在コンテナターミナル間での『 石灰石 』輸送用に、 『 宇部マテリアルズ 』が所有している20ft型、ダンプ式特殊ドライコンテナ。 ※コンテナタイプコードは、特殊構造又は特殊用途に付与される ( 20G9 ) を使用。 【山口県／宇部コンテナターミナルにて、2007年9月16日撮影。】
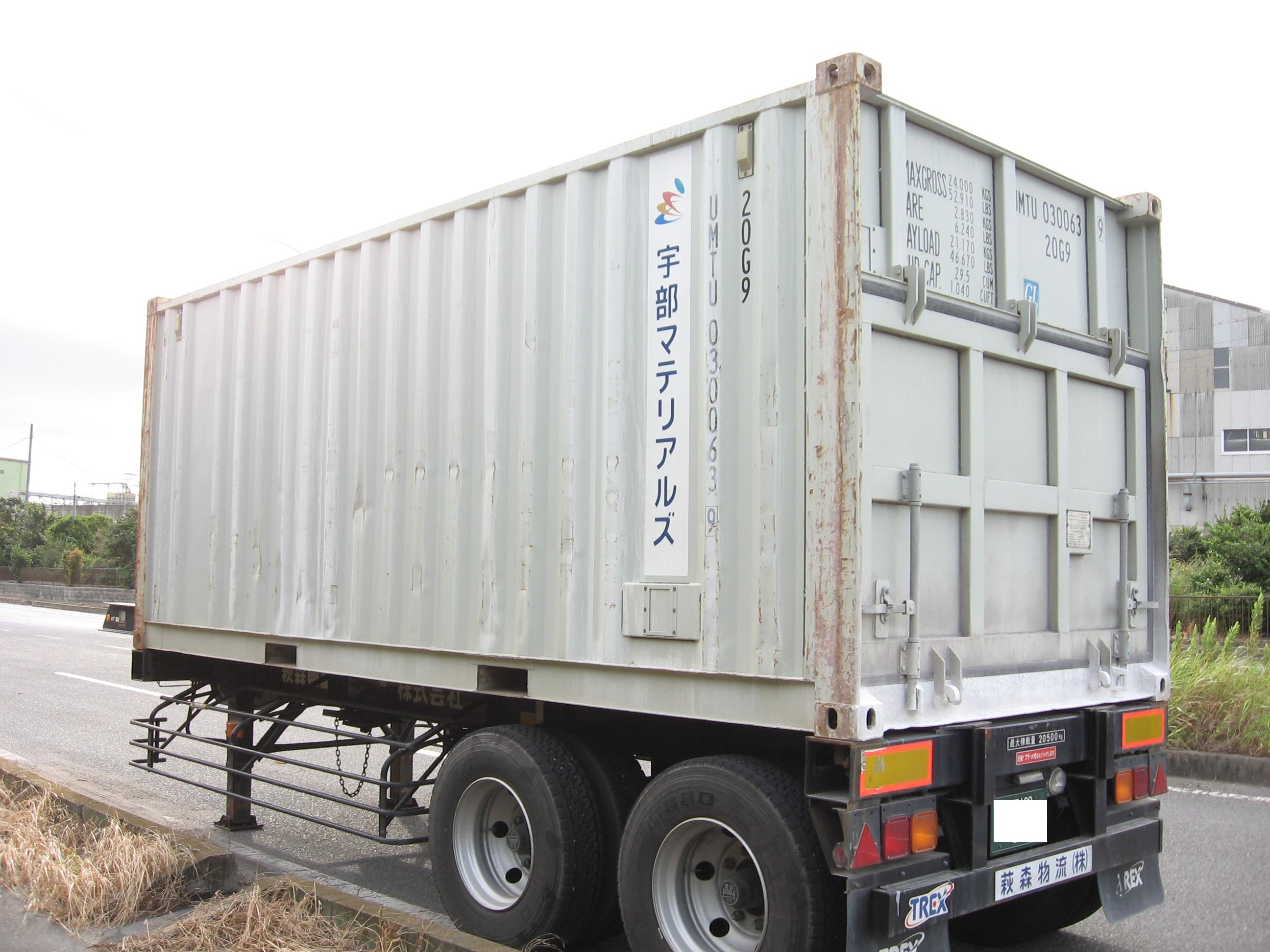
山口県宇部コンテナターミナル ⇔ 大分県大分大在コンテナターミナル間での『 石灰石 』輸送用に、 『 宇部マテリアルズ 』が所有している20ft型、ダンプ式特殊ドライコンテナ。 ※コンテナタイプコードは、特殊構造又は特殊用途に付与される ( 20G9 ) を使用。 【山口県／宇部コンテナターミナルにて、2007年9月16日撮影。】
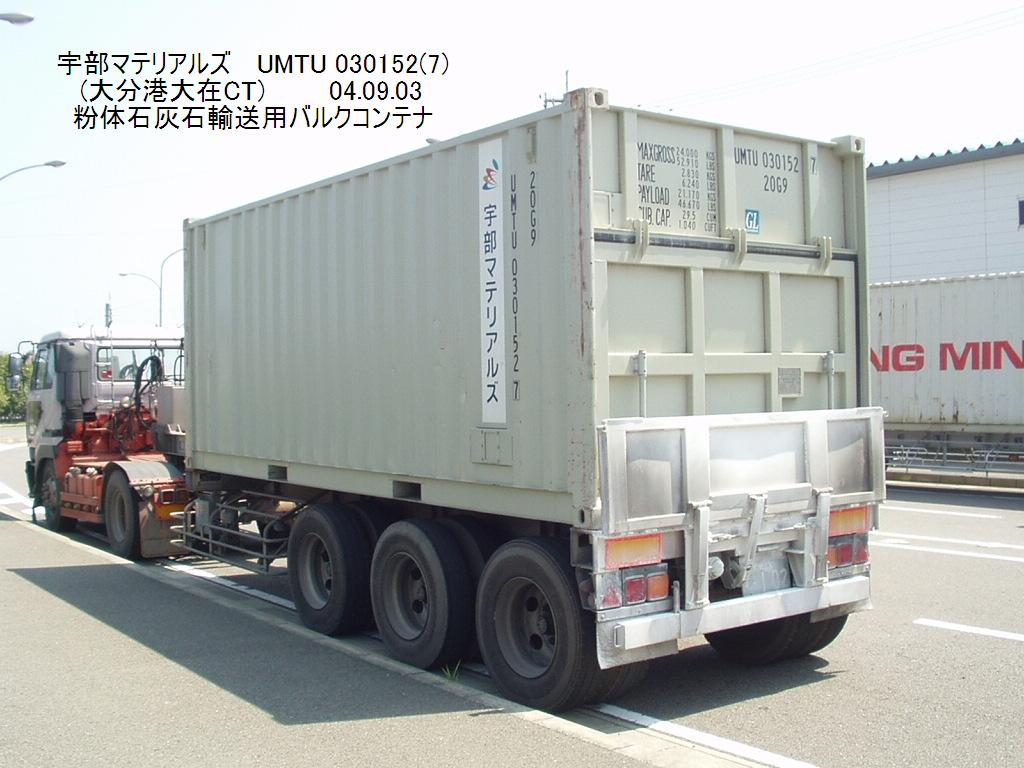
【大分／大在コンテナターミナルにて、2004年9月3日撮影。】
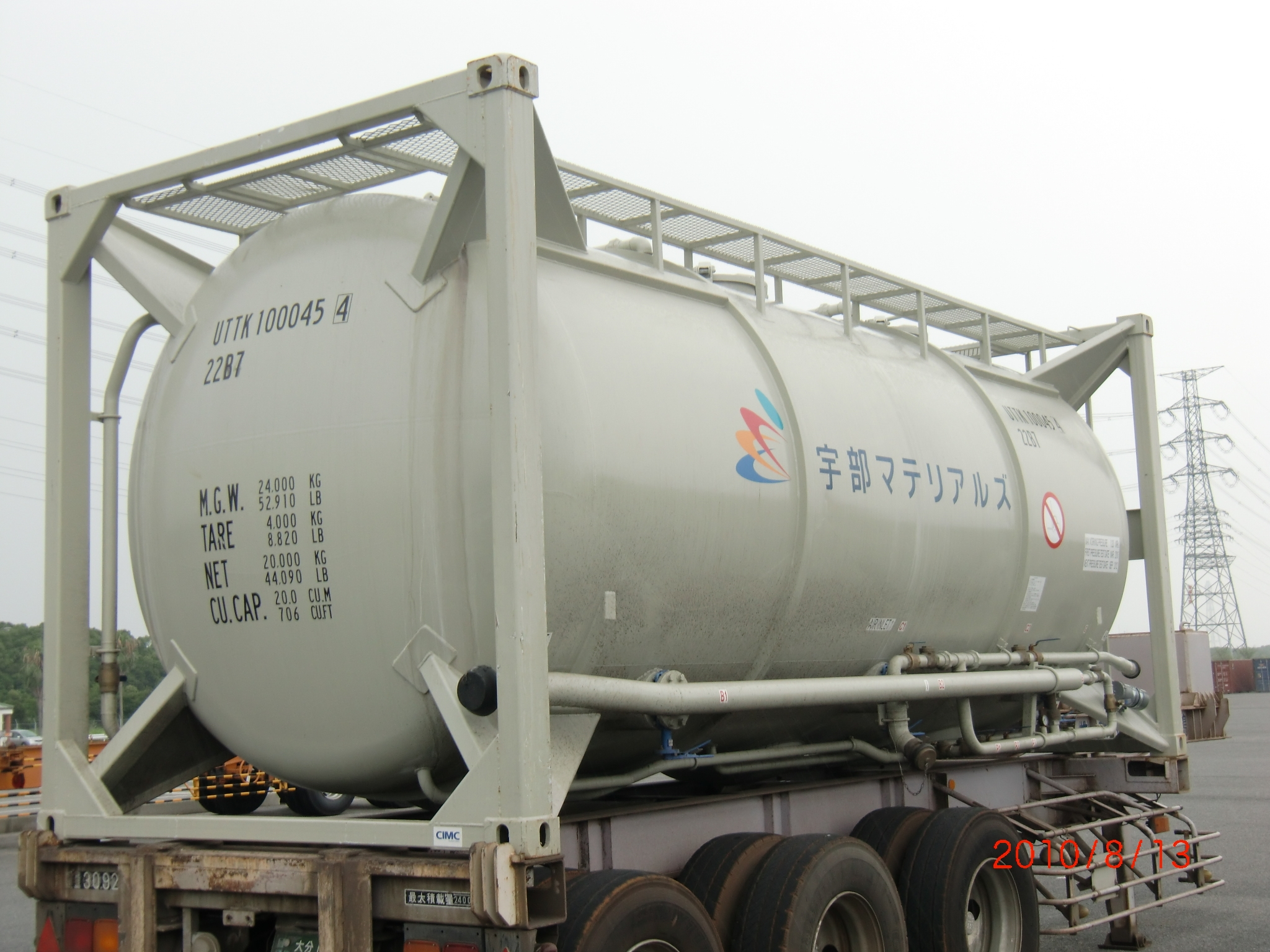
山口宇部港 ⇔ 大分港での『 石灰石 』輸送用に、『 宇部マテリアル 』が所有している20ft型、バルクコンテナ。　　　※コンテナタイプコード ( 22B7 ) 使用。　　　【 大分県／大分港大在コンテナターミナルにて、2010年8月13日撮影。 】
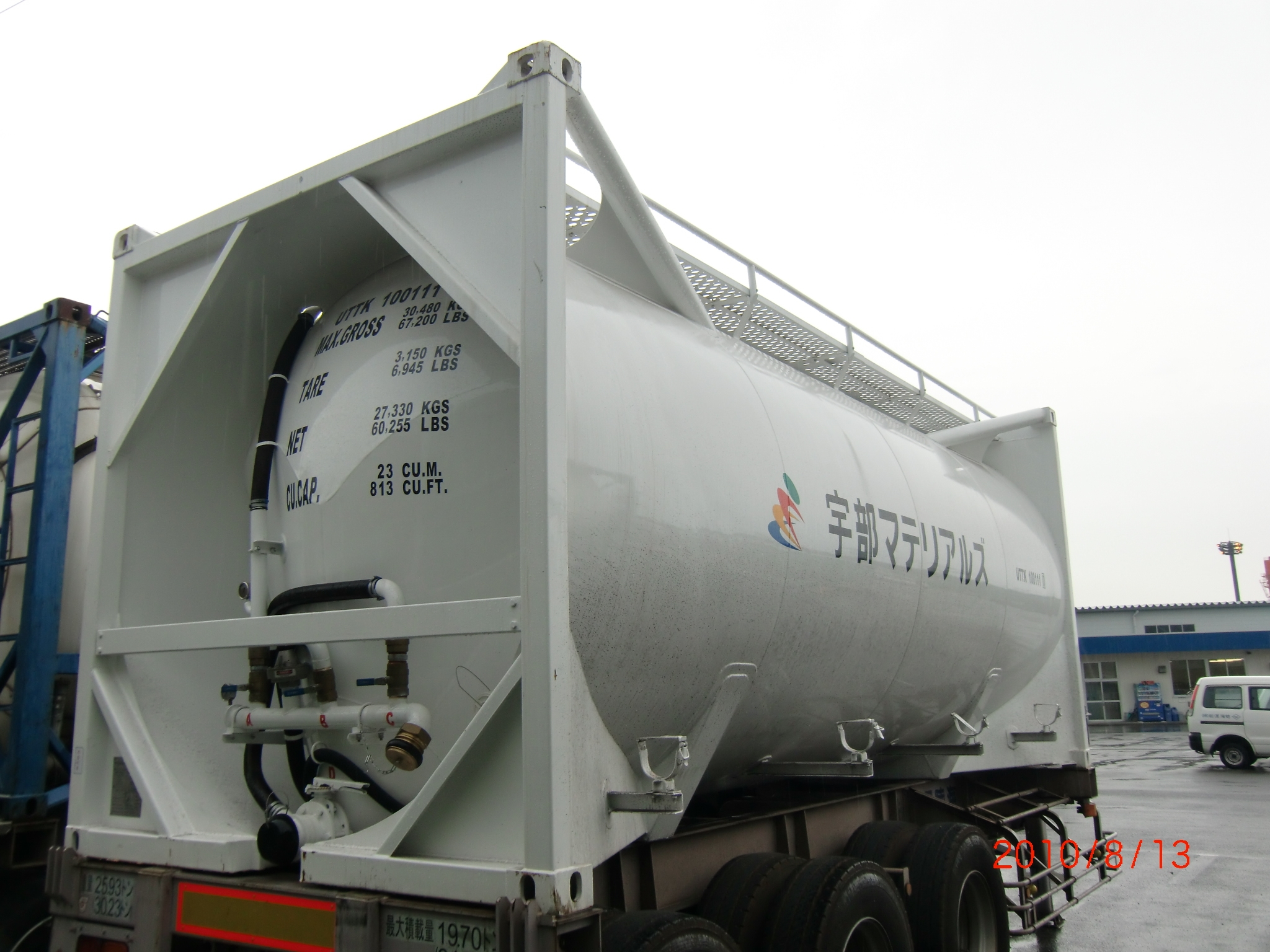
山口宇部港 ⇔ 大分港での『 石灰石 』輸送用に、『 宇部マテリアル 』が所有している20ft型、バルクコンテナ。　　　※コンテナタイプコード ( 22B7 ) 使用。　　　【 大分県／大分港大在コンテナターミナルにて、2010年8月13日撮影。 】